# Incisitermes milleri
Incisitermes milleri är en termitart som först beskrevs av Emerson 1943.  Incisitermes milleri ingår i släktet Incisitermes och familjen Kalotermitidae. Inga underarter finns listade i Catalogue of Life.